# Прем'єр-ліга (Мальдивські острови)
Прем'єр-ліга Мальдівських островів (мальд. ދިވެހި ލީގް, англ. Dhivehi Premier League) — найвища футбольна ліга Мальдівських островів, що була заснована в 2015 році і замінила собою Мальдівську лігу.

## Історія
Прем'єр-ліга була заснована 22 грудня 2014 року і з наступного року замінила існуючу на той час Мальдівську лігу. Першим чемпіоном став «Нью Радіант», який також був і останнім чемпіоном попереднього турніру.

## Формат
У Прем'єр-лізі виступає 8 клубів. Протягом сезону кожен клуб двічі грає один з одним (кругова система), проводячи загалом 14 ігор. Команди отримують три очки за перемогу і одне очко за нічию. За поразку очки не присуджуються. Місце команди у чемпіонаті визначається за сумою набраних очок. У випадку їх рівності краща команда визначається за різницею голів, а потім за більшою кількістю забитих голі. Якщо усі показники виявляються рівними, то обидві команди займають однакове місце. У випадку, якщо має визначитись чемпіон, або місце кваліфікації у інші змагання, то проводиться між командами додатковий матч плей-оф.
Перші дві команди в Прем'єр-ліги кваліфікуються на Кубок АФК, при цьому чемпіон виходить безпосередньо у груповий етап, а друга команда потрапляє у кваліфікаційний плей-оф із зони Східної Азії і повинна виграти його пройти, щоб потрапити у груповий етап.
До сезону 2014 року у всіх клубів чемпіонату могло бути щонайбільше трьи іноземних гравців, після чого ліміт було збільшено і з наступного сезону у кожній команді можуть бути чотири іноземні гравці, включаючи одного азійського гравця.

## Чемпіони
| Сезон | Чемпіон          | Віце-чемпіон     |
| ----- | ---------------- | ---------------- |
| 2015  | Нью Радіант      | Т.К. Спортс Клаб |
| 2016  | Мазія            | Т.К. Спортс Клаб |
| 2017  | Нью Радіант      | Т.К. Спортс Клаб |
| 2018  | Т.К. Спортс Клаб | Іглз             |
| 2019  | Мазія            | Іглз             |